# 阿尔瓦拉辛
阿尔瓦拉辛，是西班牙阿拉贡自治区特鲁埃尔省的一个市镇。总面积453平方公里，总人口1075人（2007年），人口密度2人/平方公里。

## 地理
阿尔瓦拉辛位于图里亚河的曲流。